# Pauesia bicolor
Pauesia bicolor är en stekelart som först beskrevs av William Harris Ashmead 1889.  Pauesia bicolor ingår i släktet Pauesia och familjen bracksteklar. Inga underarter finns listade i Catalogue of Life.